# Флиден
Флиден (њем. Flieden) општина је у њемачкој савезној држави Хесен. Једно је од 23 општинска средишта округа Фулда. Према процјени из 2010. у општини је живјело 8.669 становника. Посједује регионалну шифру (AGS) 6631008.

## Географски и демографски подаци
Флиден се налази у савезној држави Хесен у округу Фулда. Општина се налази на надморској висини од 295 метара. Површина општине износи 49,6 km². У самом мјесту је, према процјени из 2010. године, живјело 8.669 становника. Просјечна густина становништва износи 175 становника/km².